# Motorjet

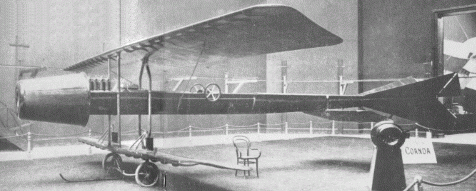
Pierwszy samolot z napędem odrzutowym Coandă 1910

Motorjet (z ang.) – silnik odrzutowy, którego sprężarka promieniowa (najczęściej jednostopniowa, rzadziej sprężarka osiowa) napędzana była silnikiem tłokowym. Sprężone powietrze otrzymywało w komorze spalania paliwo, które spalając się wytwarzało ciąg.
Czasami spotykana jest nieprawidłowa nazwa thermojet, która w rzeczywistości jest nazwą jednej z odmian silnika pulsacyjnego. Inna nazwa to silnik Campiniego – od nazwiska włoskiego konstruktora. 
Motorjet może być opisany jako wentylator kanałowy z dopalaczem.

## Zasada działania
Jednostką napędową motorjetu jest silnik tłokowy (najczęściej silnik gwiazdowy), który napędza sprężarkę. Sprężone powietrze tłoczone jest do komory spalania, gdzie miesza się z paliwem i gdzie następuje zapłon. Wysoka temperatura powoduje rozszerzanie gazu, który wydostając się z silnika w postaci strumienia (jet), napędza samolot na zasadzie odrzutu.
Przy danej mocy silnika tłokowego, siła ciągu uzyskiwana przez motorjet jest większa, niż ciąg, jaki osiągnąłby tenże silnik tłokowy ze śmigłem, niemniej silniki tego typu są znaczniej mniej wydajne od silników turboodrzutowych, w których spaliny napędzają turbinę gazową, eliminując w ten sposób potrzebę użycia osobnego silnika tłokowego. Dodatkowo – niskie parametry sprężonego przez silnik tłokowy powietrza powodują niską sprawność całego silnika – co przejawia się m.in. w bardzo dużym zużyciu paliwa. Jedyną zaletą silnika jest brak turbiny jako elementu trudnego i kosztownego w produkcji z powodu przenoszenia dużych obciążeń i pracy w wysokiej temperaturze.

## Historia

Schemat układu napędowego I-250:
silnik rzędowy – kolor żółty
wał napędowy i sprężarka – kolor zielony
komora spalania – kolor czerwony

W 1908 Rene Lorin jako pierwszy teoretycznie opracował zasadę działania takiego silnika, a już dwa lata później, w 1910 Henri Coandă zbudował pierwszy samolot napędzany tym silnikiem Coandă 1910. W następnych latach podobne konstrukcje zostały opracowane niezależnie przez Francuza O. Morize (1917), czy Anglika J.H. Harrisa (także 1917), który opatentował nazwę motorjet. Prace nad silnikami tego typu prowadzone były także w czasie II wojny światowej – na początku lat 40. w BMW opracowano szereg silników tego typu, równolegle z silnikami turboodrzutowymi; proponowano nawet, aby motorjety stanowiły napęd planowanego wówczas ciężkiego bombowca o zasięgu pozwalającym na powrotny lot z Niemiec do Stanów Zjednoczonych, tzw. Amerika Bomber. Podobne silniki powstały w zakładach Junkers i Heinkel.
We Włoszech prace badawcze nad silnikiem tego typu trwały od lat 30., powstał tam prototypowy myśliwiec Campini Caproni CC.2, który odbył pierwszy lot w 1941. Według niektórych źródeł, silnik tłokowy w tej konstrukcji miał być używany tylko do rozpędzenia samolotu do odpowiedniej prędkości, po czym rolę napędową miała przejmować sama komora spalania – w takim przypadku byłby to silnik strumieniowy.
W latach 40. w Stanach Zjednoczonych zatrudniony przez NACA inżynier Eastman Jacobs opracował projekt znany jako Jake's jeep, który jednak został porzucony z powodu postępów technologii silników turboodrzutowych.
W Japonii opracowano silnik Tsu-11 stanowiący jednostkę napędową dla samolotów kamikaze Kugisho Ohka Model 22, będących wersją rozwojową Kugisho Ohka Model 11.
W 1945 w Związku Radzieckim powstały myśliwce I-250 (MiG-13) i Su-5 o napędzie mieszanym, w których silnik tłokowy używany był zarówno do napędzania śmigła umieszczonego w nosie samolotu, jak i sprężarki motorjetu.
Silnik ten ma znaczenie historyczne. Składa się na to:
- ograniczony ciąg z uwagi na ograniczoną konstrukcyjnie i wykonawczo moc silnika tłokowego napędzającego sprężarkę,
- niskie są parametry sprężonego powietrza (sprężarka jest za silnikiem tłokowym, który dławi swobodny przepływ powietrza), co skutkuje niską sprawnością i tym samym b. dużym zużyciem paliwa,
- silnik ma dużą średnicę, co utrudnia zabudowanie go w płatowcu,
- silnik posiada dużą masę jednostkową z uwagi na masę silnika tłkowego.